# Кальміуський район (Донецька область)
Кальміуський район — район в Донецькій області України. Адміністративний центр — місто Кальміуське.
Утворений 17 липня 2020 року.
Розташований на тимчасово окупованій території Донецької області.

## Територіальні громади
У складі району 157 населених пунктів, 5 територіальних громад.
| № | Назва                          | Центр            | Населені пункти |
| - | ------------------------------ | ---------------- | --- |
| 1 | Кальміуська міська громада     | м. Кальміуське   | м. Кальміуське с. Андріївка с-ще Бурне с. Берегове с. Берестове с. Василівка с. Верхокам'янка с. Веселе с. Вишневе с. Глинка с-ще Зернове с. Зелене с-ще Кипуча Криниця с-ще Колоски с. Кам'яне с. Кам'янка с. Краснопілля с. Культура с. Кумачове с. Лужки с. Любівка с. Новозар'ївка с. Новокатеринівка с. Новомихайлівка с. Петрівське с. Підгірне с. Прохорівське с. Побєда с-ще Родникове с. Ребрикове с. Роздольне с-ще Строїтель с. Світлий Луч с. Сонцеве с. Широке с. Шевченко (Кумачівська сільська рада) с. Шевченко (Новокатеринівська сільська рада) с. Шмідта                                                                              |
| 2 | Докучаєвська міська громада    | м. Докучаєвськ   | м. Докучаєвськ с. Андріївка с. Доля с. Кремінець с. Луганське с. Любівка с-ще Малинове с-ще Молодіжне с-ще Нова Оленівка с-ще Новомиколаївка с-ще Оленівка с. Сигнальне с. Славне с. Червоне с-ще Ясне |
| 3 | Бойківська селищна громада     | с-ще Бойківське  | с-ще Бойківське с. Біла Кам'янка с. Білокриничне с. Богданівка с. Вершинівка с. Воля с. Греково-Олександрівка с. Григорівка с. Дерсове с. Запорожець с. Зелений Гай с. Зернове с. Зорі с. Іванівка с. Каплани с. Конькове с. Котляревське с. Кузнецово-Михайлівка с. Лавринове с. Лукове с. Майорове с. Миколаївка с. Михайлівка с. Мічуріне с. Нова Мар'ївка с. Новоласпа с. Новоолександрівка с. Олександрівське с. Первомайське (кол. Мічурінська с/р) с. Первомайське (кол. Первомайська с/р) с. Петрівське с. Розівка с. Садки с. Самсонове с. Свободне с.Староласпа с. Тавричеське с. Тернівка с. Черевківське с. Чирилянське с. Чумак с. Шевченко |
| 4 | Новоазовська міська громада    | м. Новоазовськ   | м. Новоазовськ с. Азов с. Безіменне с. Бессарабка с. Ванюшкине с. Веденське с. Верхньошироківське с. Веселе с. Вітава с. Гусельщикове с. Качкарське с. Козлівка с. Митьково-Качкарі с. Клинкине с. Ковське с. Козацьке с. Кузнеці с. Куликове с. Маркине с. Набережне с-ще Обрив с. Олександрівське с. Патріотичне с. Первомайське с. Приморське с. Порохня с. Роза с-ще Сєдове с. Самійлове с. Самсонове с. Саханка с. Соснівське с. Сєдово-Василівка с. Українське с. Ужівка с. Холодне с. Хомутове с. Хрещатицьке с. Шевченко с. Щербак |
| 5 | Старобешівська селищна громада | с-ще Старобешеве | с-ще Старобешеве с. Андріївка с-ще Верезамське с. Вознесенка с. Горбатенко с. Кам'янка с-ще Манжиків Кут с-ще Менчугове с. Мар'янівка с-ще Новий Світ с. Новобешеве с. Новоселівка с. Обільне с. Олександрівка с. Осикове с. Петрівське с. Піщане с. Придорожнє с. Сарабаш с. Світле с. Стила с. Чумаки |